# Vytatchiv
Vytatchiv (ukrainien : Витачів) est un village du raïon d'Oboukhiv, oblast de Kiev, en Ukraine.

## Histoire

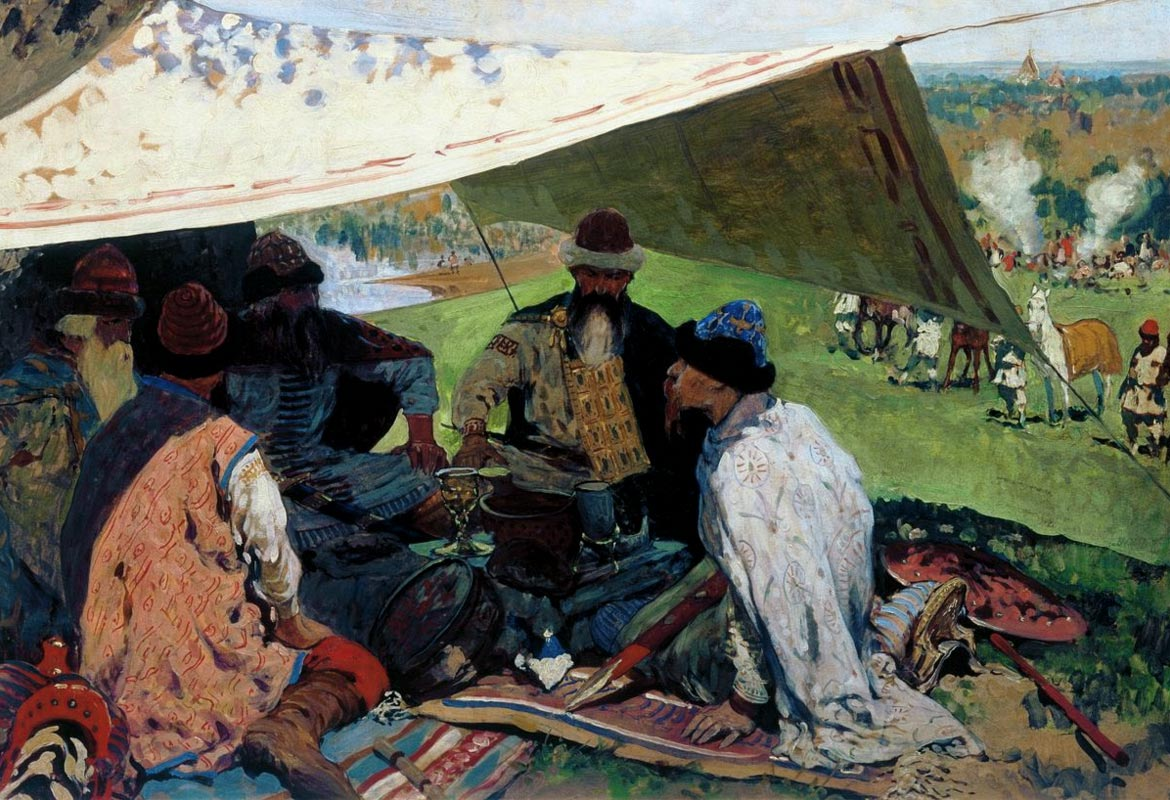
Peinture de Sergueï Ivanov, présentant le Conseil d'Uvetichi : Les princes de la Rus' de Kiev faisant la paix à Uvetichi.

## Points d'intérêt

### Le mont Mohyla
Le mont Mohyla (uk) est situé dans la partie orientale du village, non loin de la rive du Dniepr. C’est le deuxième plus haut mont près de Vytachev, après le mont Krassoukha (uk). Sa hauteur maximale est de 190 mètres

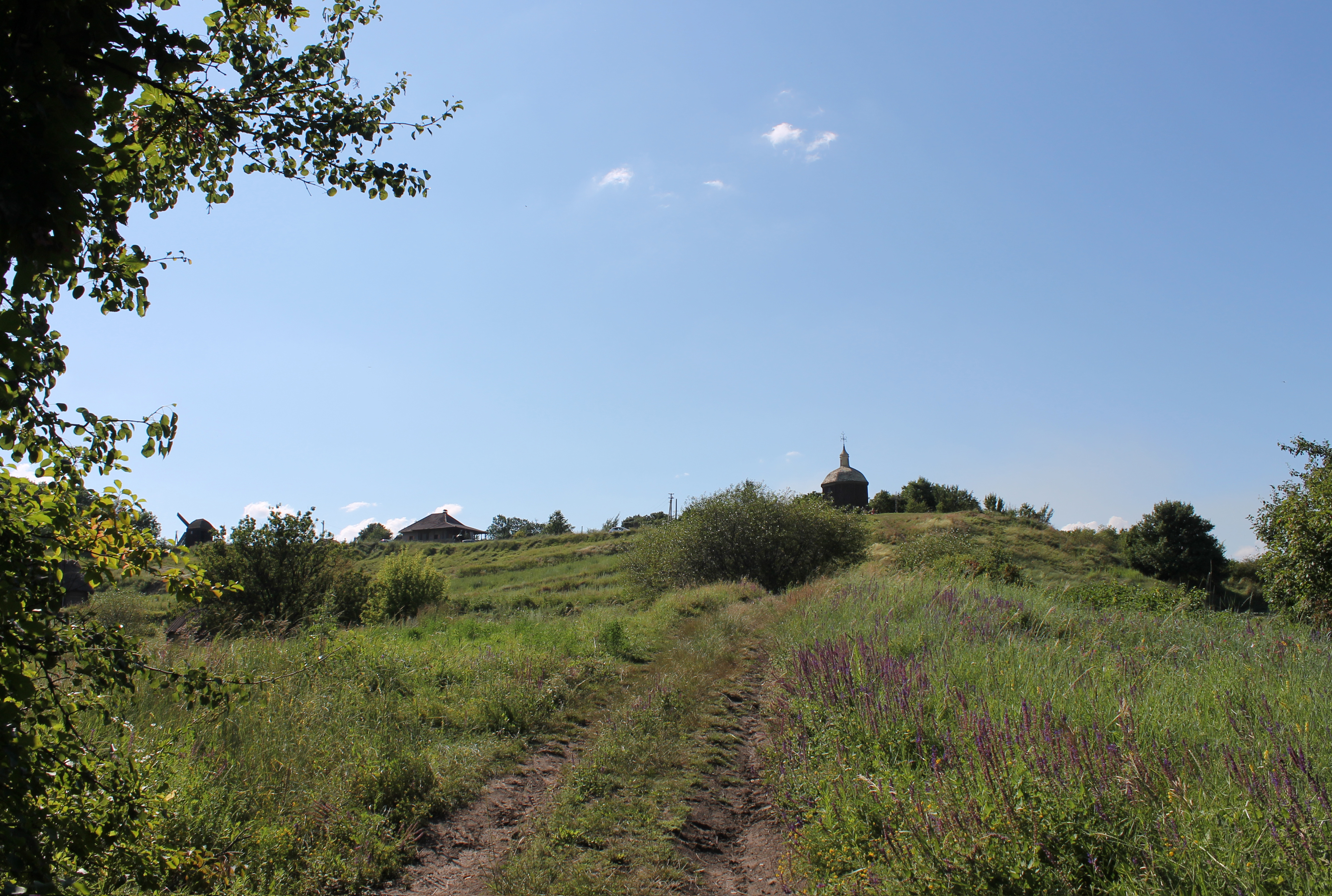
Chapelle classée
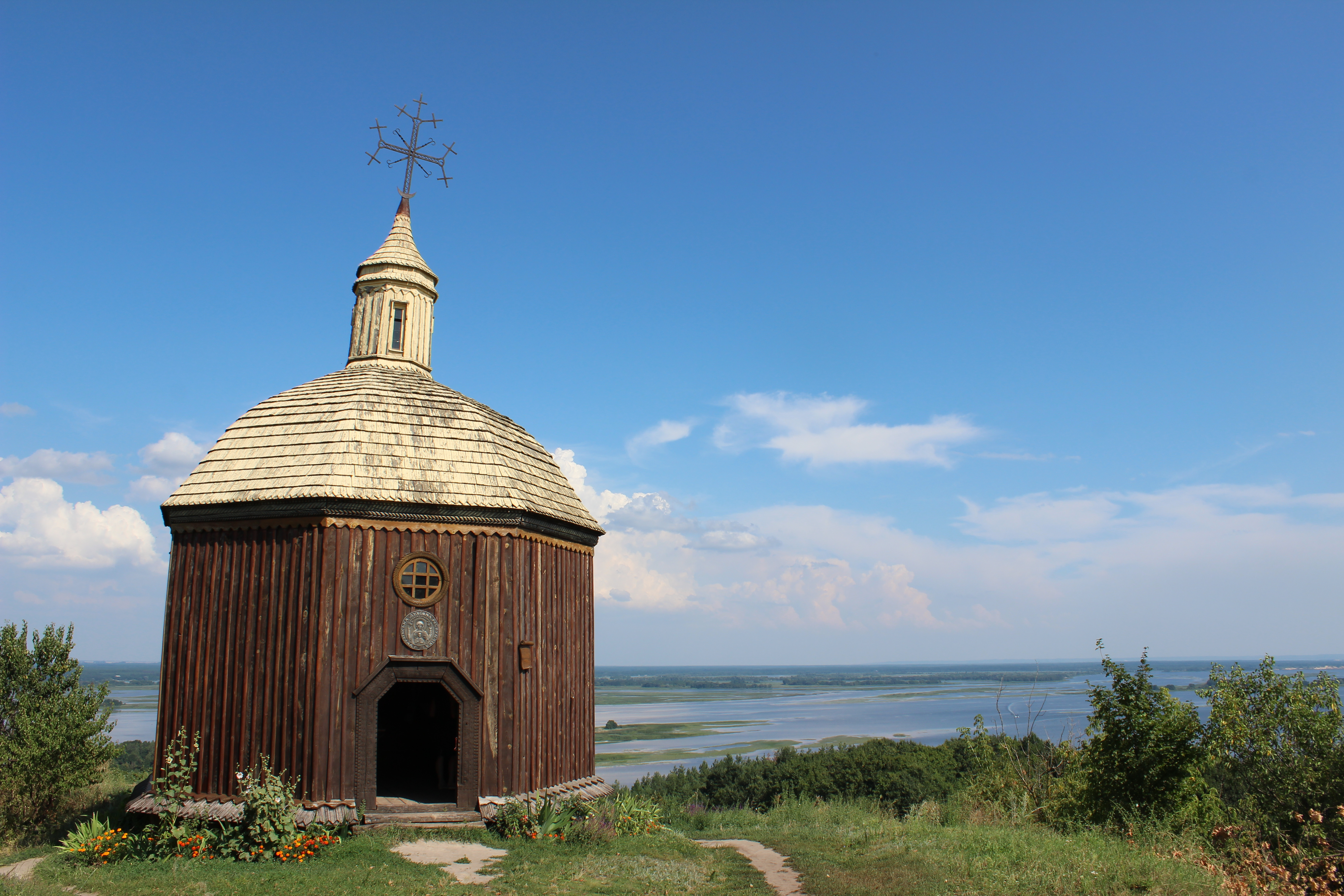
de loin et en détail.

### Le mont Krassoukha
Le mont Krassoukha (uk) est une montagne d'origine anthropique. Il est considéré comme un tumulus funéraire depuis l'époque du royaume Ante, ou depuis l'époque de la domination gothique, jusqu'à ce qu'ils soient vaincus par les Huns en 375. C'est un tumulus typique qui s'est élevé aux IIe – IVe siècles sur un site élevé au bord du Dniepr.

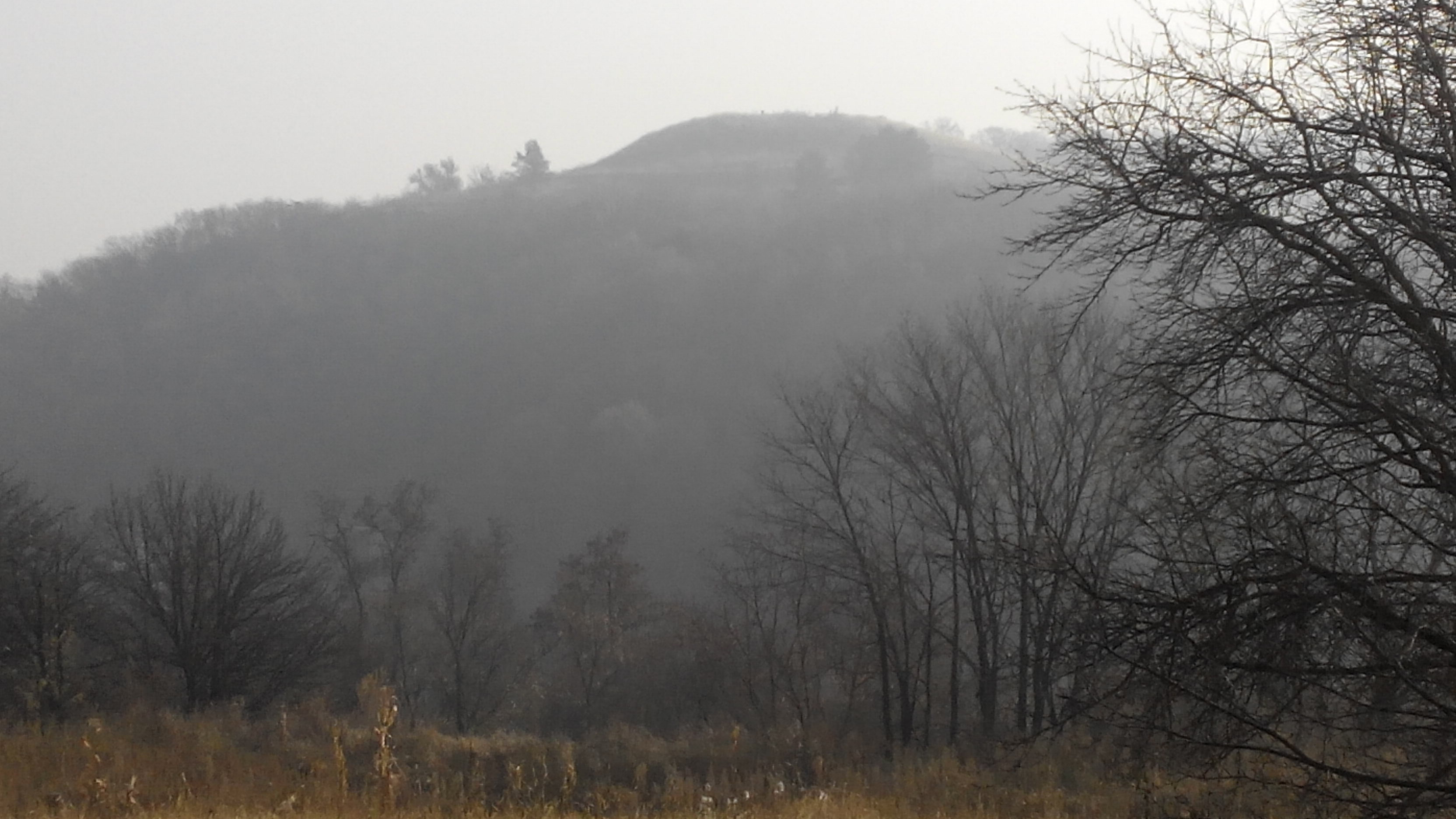
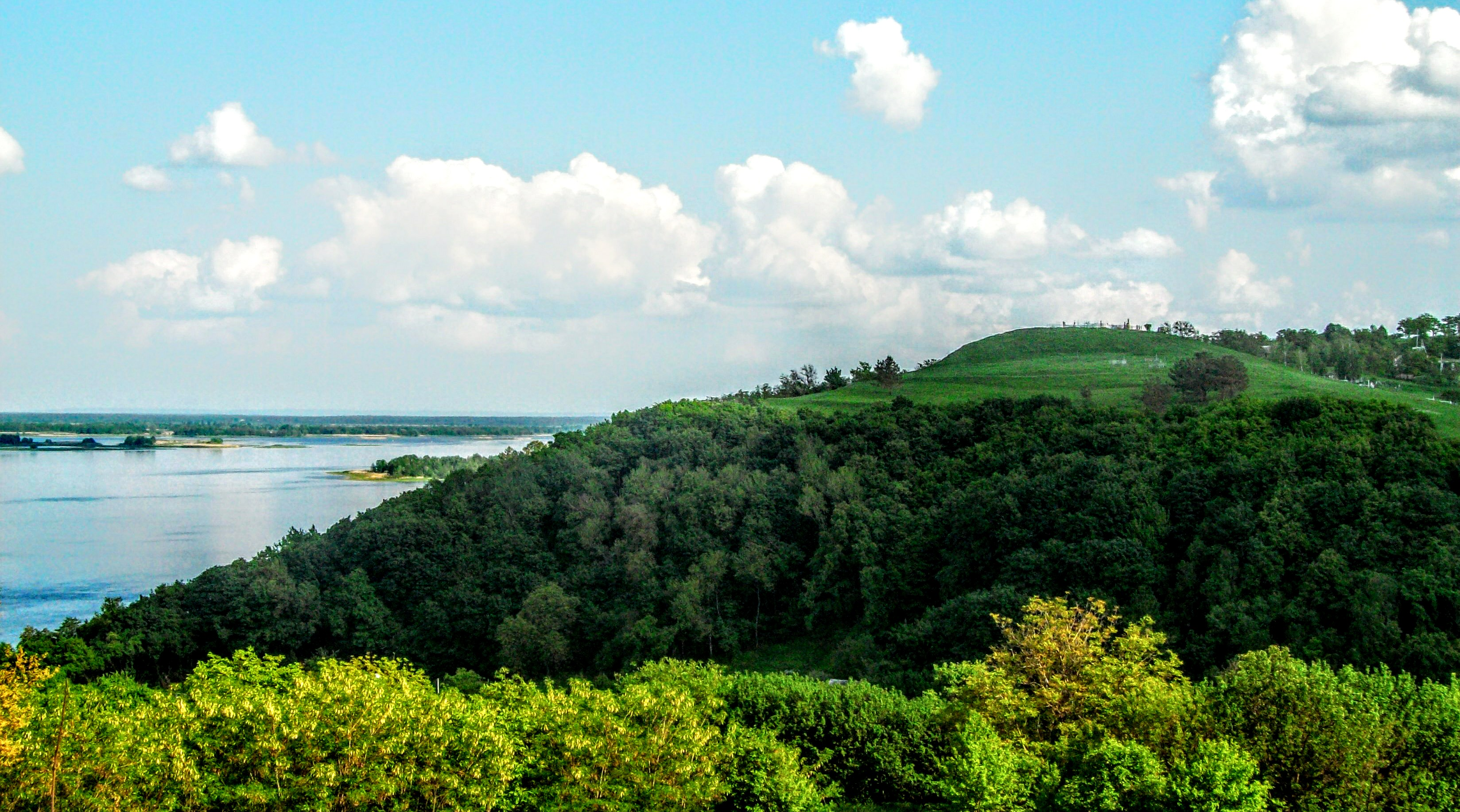

### Svyatopolch
La ville de Svyatopolch (uk) fut fondée en 1096.

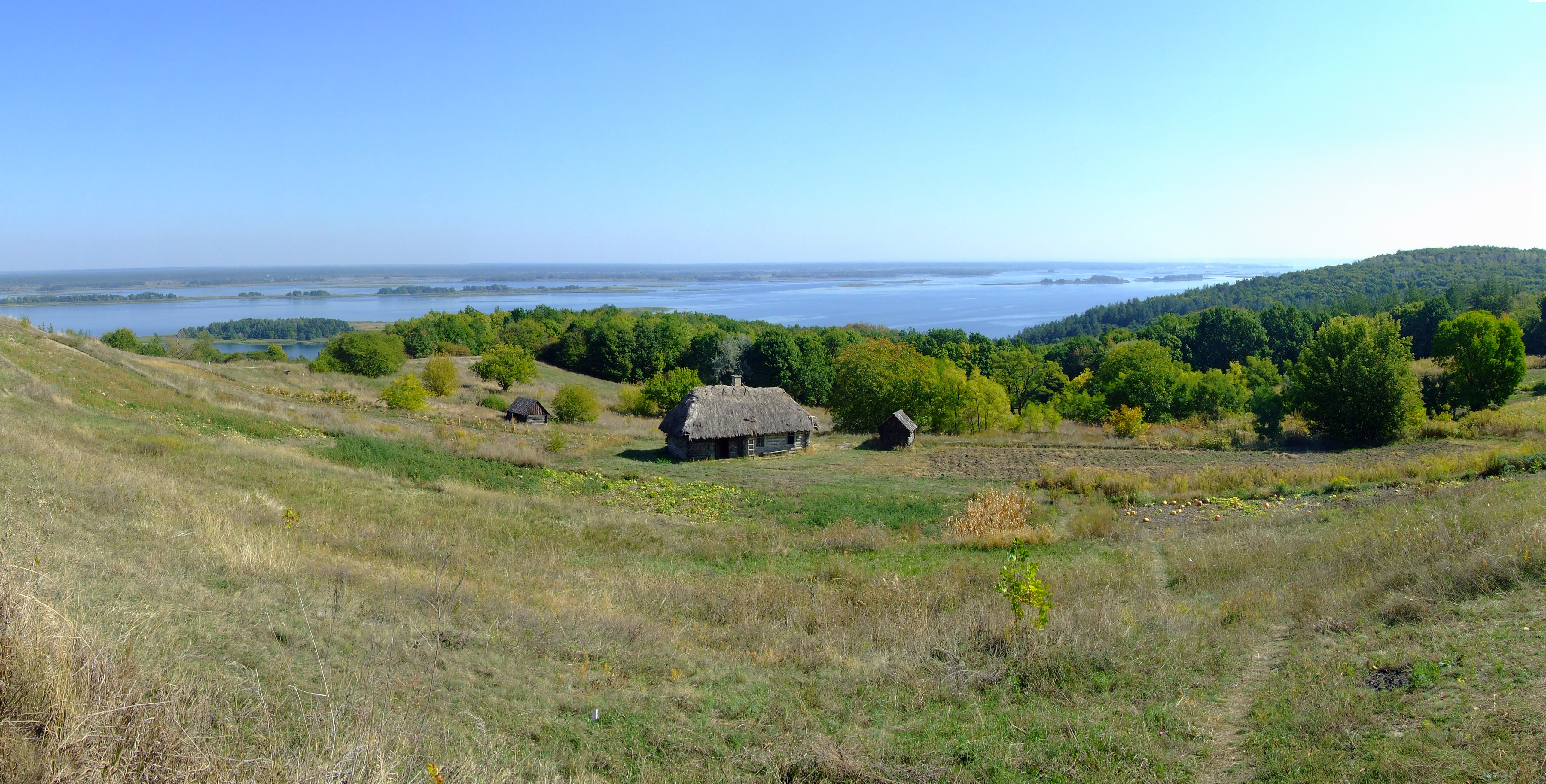
Site classé
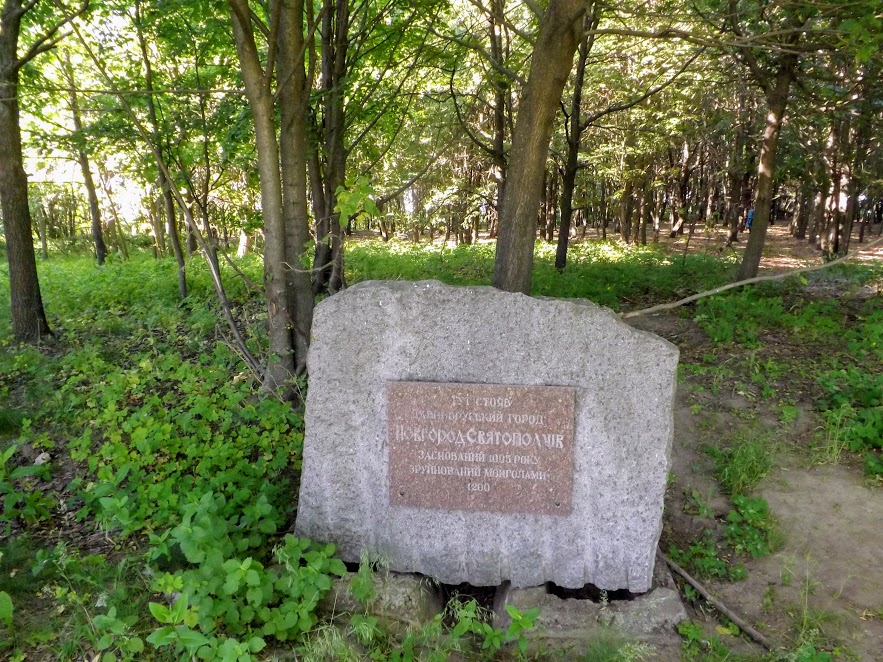

### Réserve de Kalynové
La réserve de Kalynové (uk) a été créée en 1994.

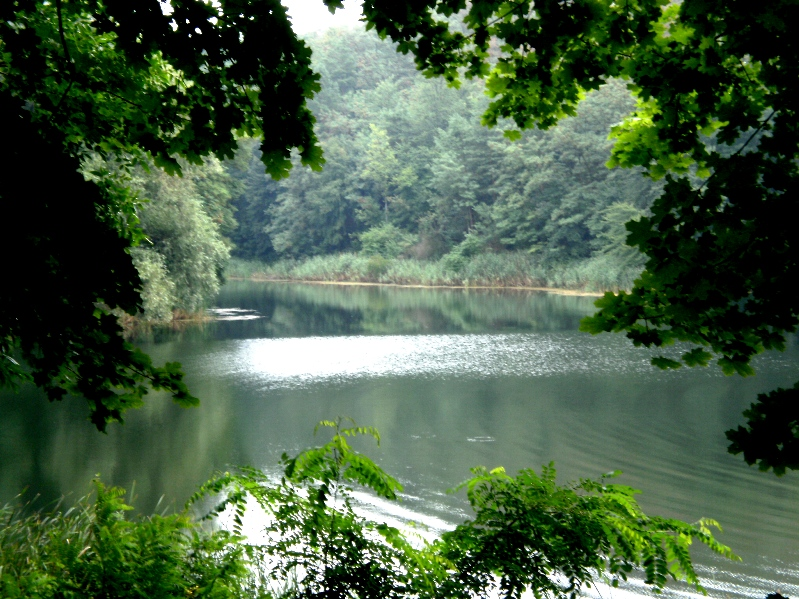
Réserve naturelle